# Charlie Kaufman

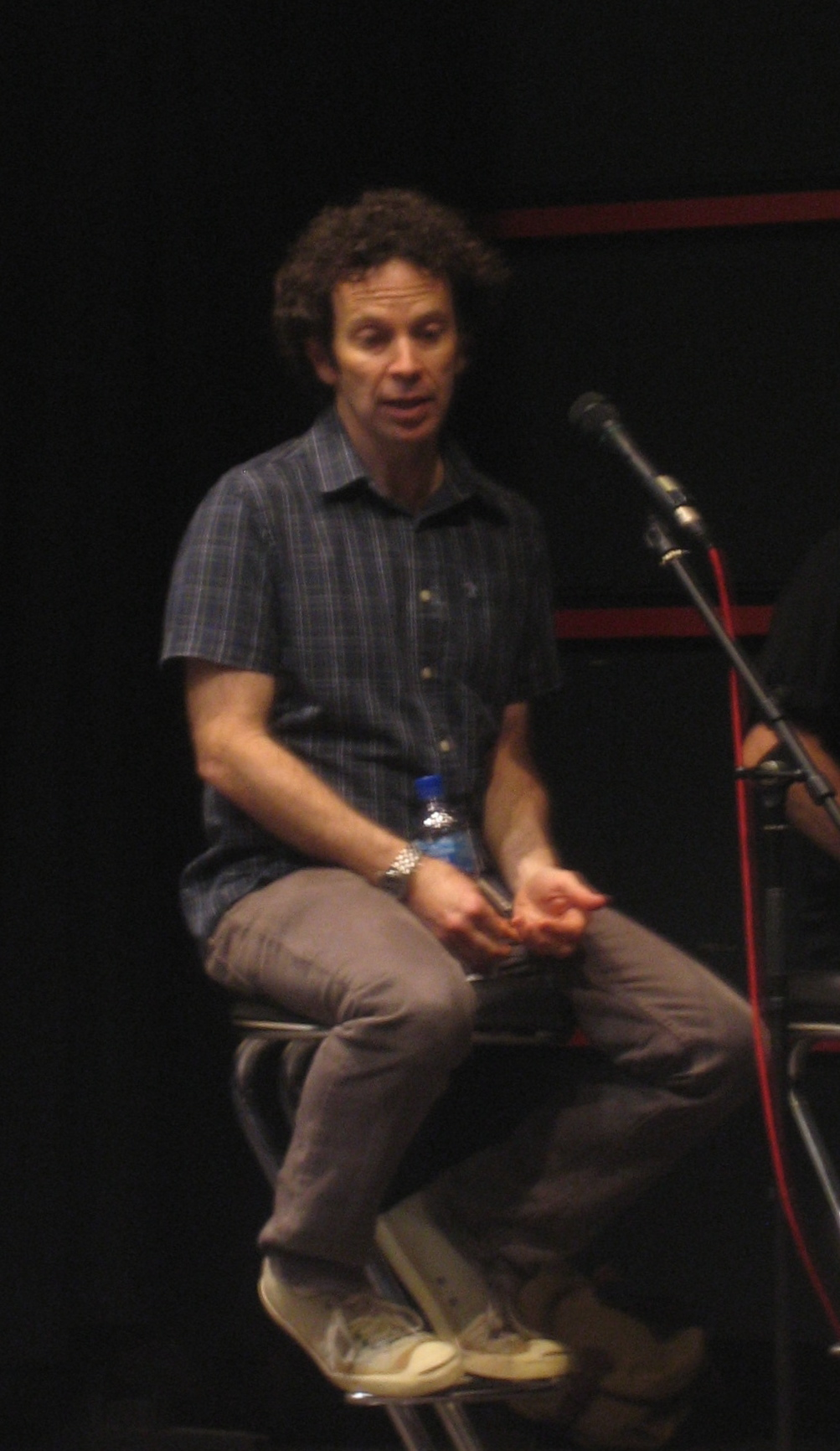
Charlie Kaufman auf dem Sarajevo Film Festival, 2008

Charles Stuart „Charlie“ Kaufman (* 19. November 1958 in New York City) ist ein US-amerikanischer Drehbuchautor, Filmregisseur und Romanautor. 2005 gewann er (zusammen mit zwei Co-Autoren) den Oscar in der Kategorie „Bestes Originaldrehbuch“ für den Film Vergiss mein nicht! Zuvor war er bereits zweimal für einen Academy Award nominiert gewesen.

## Leben und Wirken
Charlie Kaufman studierte an der Tisch School of the Arts der New York University. Seine Karriere begann als Autor von Fernsehserien. Er schrieb zwei Episoden von Chris Elliotts Sitcom Get a Life, dem mehrere Dutzend Episoden von Fernsehserien wie Ned and Stacy und Die Dana Carvey Show folgten.
In den Fokus internationaler Aufmerksamkeit geriet er erstmals als Drehbuchautor von Being John Malkovich (1999, Regie Spike Jonze). Das Drehbuch erhielt 2000 eine Oscar-Nominierung. Anschließend schrieb er das Drehbuch zu Human Nature – Die Krone der Schöpfung, bei dem Michel Gondry erstmals Regie führte. Sowohl Jonze als auch Gondry zählten damals bereits zu den bekanntesten und einfallsreichsten Musikvideoregisseuren; sie waren über Kurzfilmproduktionen aber noch nicht hinausgekommen. Die Zusammenarbeit mit Kaufman als Drehbuchautor ging nach diesen erfolgreichen Debüts weiter.
Kaufman schrieb das Drehbuch zu Jonzes Film Adaption – Der Orchideen-Dieb (2002), was ihm eine weitere Oscar-Nominierung einbrachte. Auf Basis einer Filmbiographie von Chuck Barris verfasste er auch das Drehbuch zu George Clooneys erster Regiearbeit Geständnisse – Confessions of a Dangerous Mind (2002).
Für Vergiss mein nicht! (Eternal Sunshine of the Spotless Mind, 2004), Gondrys zweiten Spielfilm, wurde Kaufman erneut für den Oscar nominiert – und gewann ihn.
2008 debütierte Kaufman als Filmregisseur mit Synecdoche, New York und erhielt dafür eine Einladung in den Wettbewerb der 61. Filmfestspiele von Cannes. Lionsgate heuerte ihn im April 2012 an, das Drehbuch für die Filmadaption des Romans Chaos Walking von Patrick Ness zu schreiben.
Sein zweiter Spielfilm als Regisseur, der Stop-Motion-Trickfilm Anomalisa, entstand gemeinsam mit Duke Johnson als Co-Regisseur. Der zum Teil durch eine Crowdfunding-Kampagne auf der Plattform Kickstarter-Kampagne finanzierte Film wurde im September 2015 auf dem Telluride Film Festival uraufgeführt.
Am 25. Januar 2018 gab Netflix bekannt, Kaufman werde für Netflix den Roman I’m Thinking of Ending Things von Iain Reid adaptieren, das Drehbuch verfassen, Regie führen und gemeinsam mit Reid und Anthony Bregman auch produzieren. Der Film erschien am 4. September 2020 bei Netflix.
2020 erschien bei Random House sein Romandebüt Antkind (720 Seiten).
Die deutsche Übersetzung (Titel Ameisig) erschien im März 2021 bei Hanser Literaturverlage (ISBN 978-3-446-26833-3).

## Stil
Seine Drehbücher, insbesondere die drei Oscar-nominierten, lassen die Grenze zwischen Realität und Traumwelt verschwimmen, ohne dabei reine Fantasy-Filme zu erzeugen. In Adaption – Der Orchideen-Dieb wird mit dieser Unsicherheit noch im Abspann gespielt: dort ist der angeblich verstorbene Co-Autor Donald Kaufman aufgeführt – im Film ebenso wie sein eineiiger Zwilling Charlie Kaufman von Nicolas Cage gespielt.

## Filmografie
Als Drehbuchautor von Spielfilmen, sofern nicht anders angegeben:
- 1999: Being John Malkovich (auch Produktion; Regie: Spike Jonze)
- 2001: Human Nature – Die Krone der Schöpfung (Human Nature, auch Produktion; Regie: Michel Gondry)
- 2002: Adaption – Der Orchideen-Dieb (Adaptation., auch Produktion; Regie: Spike Jonze)
- 2002: Geständnisse – Confessions of a Dangerous Mind (Confessions of a Dangerous Mind, Regie: George Clooney)
- 2004: Vergiss mein nicht! (Eternal Sunshine of the Spotless Mind, auch Produktion; Regie: Michel Gondry)
- 2008: Synecdoche, New York (auch Regie und Produktion)
- 2015: Anomalisa (auch Regie und Produktion)
- 2020: I’m Thinking of Ending Things (auch Regie und Produktion)

Als Regisseur von Fremdmaterial:
- 2023: Jackals and Fireflies (Kurzfilm, auch Produktion)

## Auszeichnungen (Auswahl)
Academy Awards
- 2005: Oscar für das beste Originaldrehbuch (Vergiss mein nicht!)
- 2000: Nominierung für das beste Originaldrehbuch (Being John Malkovich)
- 2003: Nominierung für das beste adaptierte Drehbuch (Adaption.)
- 2016: Nominierung für den besten Animationsfilm (Anomalisa)

Golden Globe Awards
- 2000: Nominierung für das beste Drehbuch (Being John Malkovich)
- 2003: Nominierung für das beste Drehbuch (Adaption.)
- 2005: Nominierung für das beste Drehbuch (Vergiss mein nicht!)